# Барын (род)
Барын — род в составе башкир племени табын.
Кроме башкир, этноним 'барын' (в форме 'баарын') зафиксирован в этнонимии киргизов: племя баарын входит в группу багыш. Тамга кыргызских баарынов — тождественна с тамгой башкирских барынов. Барыны также сохранились у крымских татар.

## Родовые подразделения
Бурус, бэрэкэн, бутис, дэрджимэн, давлетбай, казах, калмак, караелкэ, кара угез, кулуй, кузян, куй-сары, кустанай, кызылбаш, кыргыз, карим, кэсэк, мышар, мустафа, урюк, сукур, субей, сутек, сыскан, табын, туктагул, тулуптар, туркмен, тунгатар, тэкэ, тупэй, ун, хаискан, сапаш, сарт, хупэис, сызгы, шуран, айле, акунчук, алакай, бурангул, илек-аймагы, имел, исянгул, казах, калмак, катай, суваш, таз, татар, таук, турна, исмаил, юлыш.

## Этимология
Этноним «барын» связан с названием монгольского племени бааринов.

## Этническая история
Барын, баарын (по Г. Е. Грумм-Гржимайло — барин, байрин) — коренные монголы. В конце XIII в. монгольский род баарин кочевал в бассейне Селенги.
Рашид ад-Дин подробно описывает племя баарин, которое «близко к племени дурбан» и «ответвилось от их корня». В борьбе Чингисхана с Джамухой баарины сначала были на стороне последнего, но вскоре согласно Рашид ад-Дину, перешли «на службу к Чингисхану». Впоследствии из «монгольского племени» баарин вышло много эмиров, «приближённых Чингисхана». Монгольское происхождение барын-табынцев иллюстрируется также их поздней генеалогией, которая начинается с Барына и Дули (Тули) — одного из энергичных чингисидов в правящей династии Ак-Орды в XIV в., отца Тохтамыша.
Миграция барынов на запад и включение их в табынскую группу произошли, видимо, в XII—XIII вв. Известно, что в 1206 г. Чингисхан, покорив енисейских кыргызов, отдал их в удел баарину Хорчи. В период борьбы Чингисхана и Джамухи часть бааринов бежала к кара-китаям; этот путь кочевникам-бааринам был знаком и раньше. В Семиречье баарины оказались в этническом окружении кара-китаев, найманов, а также дулатов и усуней, не потерявших тесных связей с ушедшими в западные степи табынцами. Часть бааринов примкнула к набиравшему силы табынскому объединению, часть осталась в Семиречье, а позднее присоединилась к киргизам Тянь-Шаня.

## Территория расселения
Башкирские барыны живут преимущественно в верховьях реки Урал, в Зауралье. Территория Учалинского района Башкортостана, частично сёла Аргаяшского, Чебаркульского, Сосновского, Уйского районов Челябинской области, некоторые деревни Сафакулевского района Курганской области.
Крымские барыны принадлежали к одному из четырёх знатных родов, которые избирали одного из представителей рода Гирей (Герай), обязательно чингизида, крымским ханом, поднимая его на белой кошме.

### Населённые пункты
Деревня Суюндуково (Учалинский район Республики Башкортостан), д. Бакаево, д. Куйсаново Курганской области и другие.